# Dillenburg (stacja kolejowa)
Dillenburg – stacja kolejowa w Dillenburgu, w kraju związkowym Hesja, w Niemczech. Znajdują się tu 3 perony.